# Lophoceros camurus
Il buceretto nano beccorosso (Lophoceros camurus (Cassin, 1857)) è un uccello della famiglia dei Bucerotidi originario di gran parte dell'Africa occidentale e centrale.

## Descrizione

### Dimensioni
Misura 30 cm di lunghezza, per un peso di 101-122 g nel maschio e di 84-115 g nella femmina.

### Aspetto
È il più piccolo di tutti i buceri. È immediatamente riconoscibile per la livrea castana, le copritrici alari coperte da piccole macchie bianche e le remiganti bordate di bianco. Le parti inferiori sono interamente bianche. Nel maschio adulto, il becco è di color rosso vivo e la pelle nuda orbitale è marrone. L'iride varia dal bianco al giallo chiaro. Le piume che ricoprono la nuca sono leggermente increspate, formando una sorta di piccola cresta. La femmina è più piccola ed ha la punta del becco nera. I giovani presentano un becco di dimensioni più modeste, di colore rosso-arancio, e hanno l'iride grigia. A causa delle sue dimensioni e della sua colorazione, il buceretto nano beccorosso non può essere confuso con nessun'altra specie di bucero.

## Biologia
Il buceretto nano beccorosso è probabilmente sedentario e difende il suo territorio durante tutto l'anno. Va in cerca di cibo in gruppi di 6-12 esemplari attraverso lo strato inferiore della vegetazione, generalmente al di sotto dei 20 metri dal livello del suolo. Raccoglie il cibo tra i piccoli rami e il fogliame, dando prova di grande agilità quando si sposta nell'intrico dei rami. Spesso segue gli scoiattoli e le formiche legionarie, approfittando del panico causato dalla loro presenza per catturare gli insetti. Il suo richiamo si mescola facilmente a quello di altre specie di uccelli.

### Alimentazione
I buceretti nani beccorosso si nutrono di insetti, principalmente di piccole formiche, vespe e mantidi religiose, ma mangiano anche grosse cavallette, lucertole e, solo raramente, frutta. Come nella maggior parte dei buceri del genere Lophoceros, la componente vegetale della dieta rappresenta solo una piccola percentuale, meno del 15% del totale.

### Riproduzione
Le abitudini riproduttive sono poco note. In Africa occidentale, la nidificazione avviene da febbraio a settembre e da novembre a dicembre. In Africa centrale, la stagione riproduttiva è più breve e va da ottobre a dicembre. Gruppi di una decina di uccelli cantano insieme durante tutto l'anno: da ciò possiamo dedurre che la riproduzione è senza dubbio cooperativa. In cattività, le coppie di buceretto nano beccorosso cantano ed eseguono parate insieme, saltando su e giù sui loro posatoi con le ali spiegate. In natura, il nido è collocato nella cavità naturale di un albero, a circa 15 metri dal suolo. L'ingresso è chiuso e rimane solo una stretta fessura attraverso la quale il maschio fa arrivare il nutrimento alla nidiata. Le dimensioni della covata e il periodo di incubazione non sono esattamente conosciuti. Circa a metà della stagione riproduttiva, la femmina emerge dalla cavità e aiuta il maschio a nutrire i piccoli. In cattività, l'intero ciclo riproduttivo dura 61 giorni. Nei casi documentati, al momento dell'involo erano presenti due pulcini.

## Distribuzione e habitat
I buceretti nani beccorosso frequentano il fitto sottobosco delle foreste vergini, delle foreste secondarie e delle foreste a galleria, ma si trovano anche nelle zone boschive vicine alle paludi, ai bordi della foresta e nei gruppetti di alberi isolati. Sono presenti dal livello del mare fino a 800 metri di altitudine. L'areale della specie coincide quasi esattamente con quello del buceretto di Hartlaub. Esso occupa la zona equatoriale e subtropicale, dalla costa della Sierra Leone in direzione est praticamente fino al lago Alberto e al lago Vittoria. La specie è presente in Angola, Benin, Camerun, Repubblica Centrafricana, Repubblica del Congo, Repubblica Democratica del Congo, Costa d'Avorio, Guinea Equatoriale, Gabon, Ghana, Guinea, Liberia, Nigeria, Sierra Leone, Sudan del Sud e Uganda.

## Conservazione
Il buceretto nano beccorosso non è minacciato a livello globale. Anche se passa abbastanza facilmente inosservato nel sottobosco, è abbastanza diffuso ed è piuttosto frequente udire il suo richiamo. Tollera una vasta gamma di habitat forestali ed è in grado di adattarsi alle foreste secondarie e risente meno, rispetto ad un gran numero di buceri, del degrado ambientale. Tuttavia, non sappiamo ancora quanto questo possa influire sulla buona riuscita della riproduzione e sono pertanto necessarie ulteriori informazioni.